# Elitserien i handboll för damer 1994/1995
Elitserien i handboll för damer 1994/1995 spelades som grundserie och vanns av IK Sävehof, och som fortsättningsserie, vilken vanns av Sävsjö HK. Sävsjö HK vann dock det svenska mästerskapet efter slutspel.

## Sluttabell[1]

### Grundserien
| Nr | Lag                   | Matcher | Vinst | Oavgjort | Förlust | +/-     | Poäng |
| -- | --------------------- | ------- | ----- | -------- | ------- | ------- | ----- |
| 1  | IK Sävehof            | 18      | 15    | 0        | 3       | 535-403 | 30    |
| 2  | Sävsjö HK             | 18      | 15    | 0        | 3       | 462-355 | 30    |
| 3  | Irsta HF              | 18      | 15    | 0        | 3       | 448-374 | 30    |
| 4  | Skånela IF            | 18      | 8     | 2        | 8       | 425-391 | 18    |
| 5  | Spårvägens HF         | 18      | 8     | 2        | 8       | 332-356 | 18    |
| 6  | Skuru IK              | 18      | 7     | 0        | 11      | 328-375 | 14    |
| 7  | Stockholmspolisens IF | 18      | 6     | 1        | 11      | 392-458 | 13    |
| 8  | HP Warta              | 18      | 4     | 3        | 11      | 424-463 | 11    |
| 9  | Skara HF              | 18      | 4     | 0        | 14      | 402-460 | 8     |
| 10 | Tyresö HF             | 18      | 4     | 0        | 14      | 384-497 | 8     |

### Fortsättningsserien
| Nr | Lag                   | Matcher | Vinst | Oavgjort | Förlust | +/-     | Poäng |
| -- | --------------------- | ------- | ----- | -------- | ------- | ------- | ----- |
| 1  | Sävsjö HK             | 32      | 29    | 0        | 3       | 852-606 | 58    |
| 2  | IK Sävehof            | 32      | 25    | 0        | 7       | 939-742 | 50    |
| 3  | Irsta HF              | 32      | 22    | 0        | 10      | 793-696 | 44    |
| 4  | Skånela IF            | 32      | 20    | 2        | 10      | 793-689 | 42    |
| 5  | Spårvägens HF         | 32      | 12    | 4        | 16      | 602-672 | 28    |
| 6  | Skuru IK              | 32      | 10    | 1        | 21      | 588-683 | 21    |
| 7  | Stockholmspolisens IF | 32      | 8     | 2        | 22      | 677-862 | 18    |
| 8  | HP Warta              | 32      | 6     | 3        | 23      | 703-826 | 15    |

## Slutspel om svenska mästerskapet[1]

### Kvartsfinaler: bäst av tre
- ?? 1995: Irsta HF-Skuru IK 29-20, 20-14 (Irsta HF vidare med 2-0 i matcher)
- ?? 1995: Skånela IF-Spårvägens HF 24-15, 18-15 (Skånela IF vidare med 2-0 i matcher)

### Semifinaler: bäst av tre
- ?? 1995: Sävsjö HK-Skånela IF 22-16, 25-27 efter förlängning, 22-17 (Sävsjö HK vidare med 2-1 i matcher)
- ?? 1995: IK Sävehof-Irsta HF 24-23, 27-31, 28-26 (IK Sävehof vidare med 2-1 i matcher)

### Finaler: bäst av fem
- ?? 1995: Sävsjö HK-IK Sävehof 26-23, 24-18, 28-19 (Sävsjö HK svenska mästarinnor med 3-0 i matcher)

## Skytteligan
- Åsa Eriksson, Sävsjö HK - 32 matcher, 220 mål[2]

### Fotnoter
1. 1 2   Handbollboken 1995/96. 1995. sid. 248
2. ↑  ”Skyttedrottningar 1984–2012”. Svenska Handbollsförbundet. 2011 – 2012. Arkiverad från originalet den 21 april 2013. https://web.archive.org/web/20130421230635/http://www.svenskhandboll.se/ImageVaultFiles/id_2945/cf_31/Elit_Damer_Skyttedrottningar.PDF. Läst 29 juni 2014.